# Silvia-Adriana Țicău

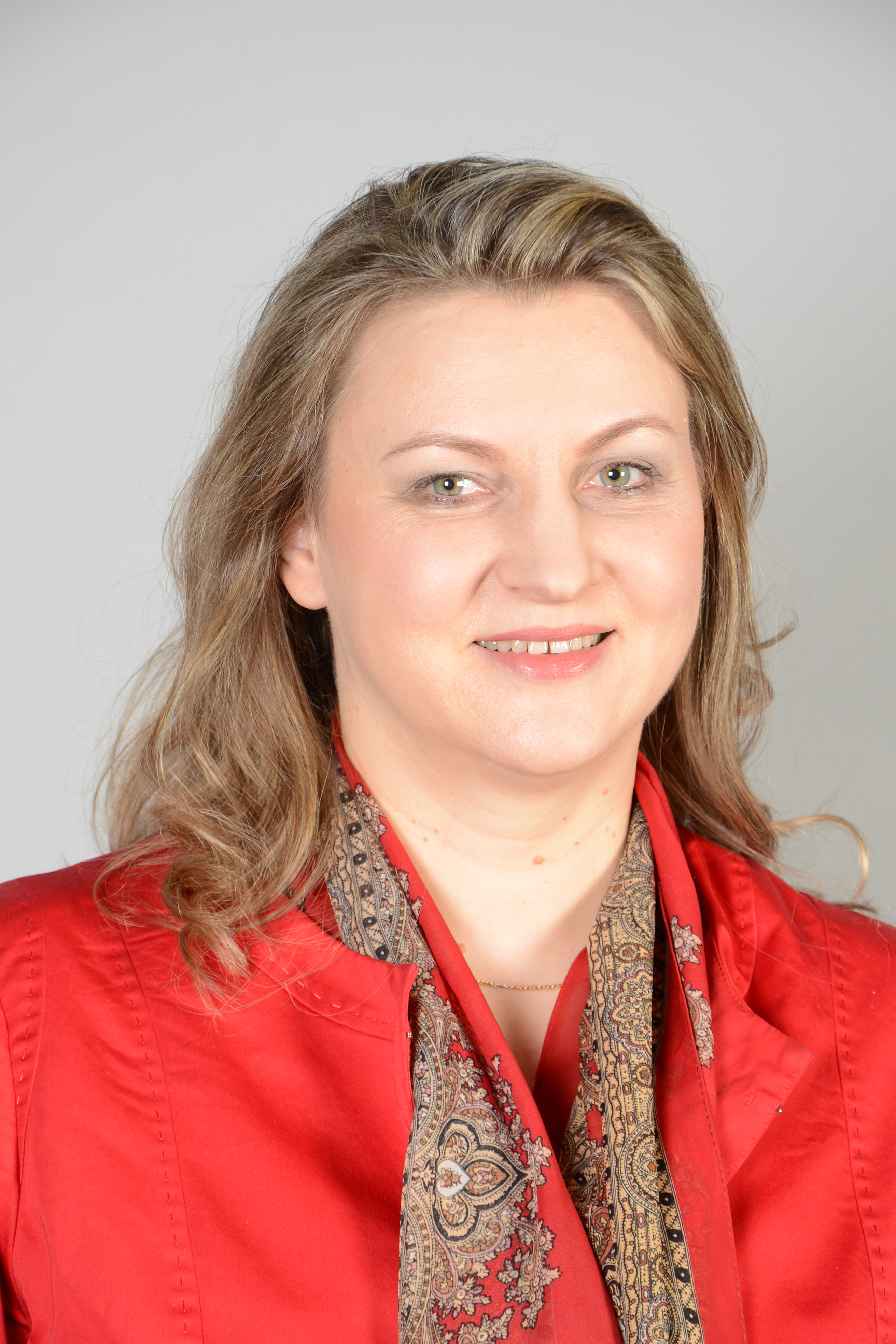
Silvia Adriana Țicău (2014)

Silvia-Adriana Țicău (* 14. November 1970 in Galați, Rumänien) ist eine rumänische Politikerin und Mitglied des Europäischen Parlaments für die Partidul Social Democrat. Im Zuge der Aufnahme Rumäniens in die Europäische Union gehört sie seit dem 1. Januar 2007 dem Europäischen Parlament an und ist dort Mitglied in der Sozialdemokratischen Fraktion im Europäischen Parlament.

## Posten als MdEP
- Stellvertretende Vorsitzende im Ausschuss für Verkehr und Fremdenverkehr
- Mitglied in der Delegation für die Beziehungen zu Indien
- Stellvertreterin im Ausschuss für Industrie, Forschung und Energie
- Stellvertreterin in der Delegation für die Beziehungen zu dem Mercosur